# Freguesia de Nossa Senhora do Carmo

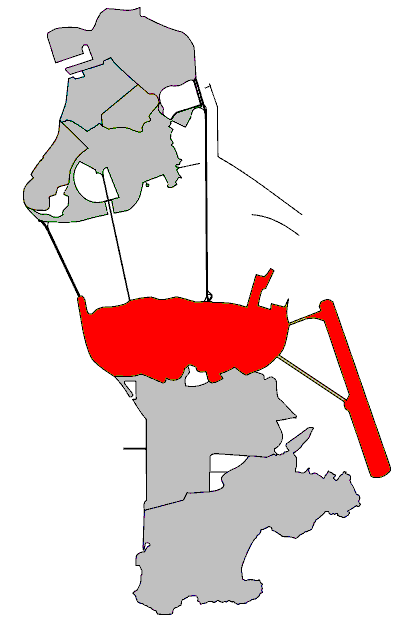
Localisation de la Freguesia de Nossa Senhora do Carmo (Macao)

La Freguesia de Nossa Senhora do Carmo (Macao) est l'une des sept Freguesias de Macao et est située dans le sud-est de la péninsule de Macao. Elle n'a pas de pouvoirs administratifs, mais est reconnue par le gouvernement comme purement symbolique.
Elle couvre la totalité de l'île de Taipa.

## Principaux bâtiments
- Temple de Pou Tai Un (菩提園 ou 菩提襌院)
- Temple de Kun Iam (觀音岩)
- Temple de Kun Iam Tong
- Temple de Tin Hau (天后宮)
- Temple de Sam Po (三婆廟)
- Temple de Pak Tai (北帝廟)
- Église de Nossa Senhora do Carmo
- Rue du Cunha
- Jockey Club de Macao
- Stade camp sportif
- Casas-Museu da Taipa ()
- Forte de la Taipa
- Aéroport international de Macao
- Université de Macao
- Université des Sciences et Technologies de Macao